# Championnats du monde de cyclisme sur piste juniors 2015
Navigation
Édition précédente Édition suivante
Les Championnats du monde de cyclisme sur piste juniors 2015 ont lieu du 19 au 23 août 2015 à Astana, au Kazakhstan. Les championnats sont réservés aux coureurs nés en 1997 et 1998.

## Podiums masculins
| Épreuves               | Or                                                                | Argent                                                          | Bronze                                                                |
| ---------------------- | ----------------------------------------------------------------- | --------------------------------------------------------------- | --------------------------------------------------------------------- |
| Kilomètre              | Jiří Janošek                                                      | Aleksandr Vasyukhno                                             | Cameron Scott                                                         |
| Keirin                 | Derek Radzikiewicz                                                | Jiří Janošek                                                    | Moritz Meißner                                                        |
| Vitesse individuelle   | Park Jeone                                                        | Jiří Janošek                                                    | Moritz Meißner                                                        |
| Vitesse par équipes    | Russie Sergey Isaev Alexey Nosov Aleksandr Vasyukhno              | Australie Cameron Scott Conor Rowley Derek Radzikiewicz         | Pologne Mateusz Milek Michał Lewandowski Marcin Czyszczewski          |
| Poursuite individuelle | Leo Appelt                                                        | Daniel Staniszewski                                             | Kelland O'Brien                                                       |
| Poursuite par équipes  | Australie Rohan Wight Alex Rendell Kelland O'Brien James Robinson | Suisse Reto Müller Stefan Bissegger Robin Froidevaux Gino Mäder | Russie Sergey Rostovtsev Dmitrii Markov Maksim Piskunov Maksim Sukhov |
| Scratch                | Campbell Stewart                                                  | Yuttana Mano                                                    | Denis Nekrasov                                                        |
| Course aux points      | Shunsuke Imamura                                                  | Edgar Stepanyan                                                 | Gerben Thijssen                                                       |
| Américaine             | Australie Rohan Wight Kelland O'Brien                             | Russie Dmitrii Markov Maksim Piskunov                           | Italie Imerio Cima Carloalberto Giordani                              |
| Omnium                 | Campbell Stewart                                                  | Rohan Wight                                                     | Max Kanter                                                            |

## Podiums féminins
| Épreuves               | Or                                                                         | Argent                                                                   | Bronze                                                     |
| ---------------------- | -------------------------------------------------------------------------- | ------------------------------------------------------------------------ | ---------------------------------------------------------- |
| 500 mètres             | Pauline Grabosch                                                           | Emma Hinze                                                               | Olivia Podmore                                             |
| Keirin                 | Emma Hinze                                                                 | Courtney Field                                                           | Sara Kankovska                                             |
| Vitesse individuelle   | Emma Hinze                                                                 | Courtney Field                                                           | Kseniya Bogoyavlenskaya                                    |
| Vitesse par équipes    | Allemagne Pauline Grabosch Emma Hinze                                      | Nouvelle-Zélande Emma Cumming Olivia Podmore                             | Italie Miriam Vece Elena Bissolati                         |
| Poursuite individuelle | Justyna Kaczkowska                                                         | Marion Borras                                                            | Madeleine Park                                             |
| Poursuite par équipes  | Nouvelle-Zélande Bryony Botha Michaela Drummond Madeleine Park Holly White | Australie Danielle McKinirrey Nicola MacDonald Chloe Moran Brooke Tucker | Japon Yumi Kajihara Kie Furuyama Yuya Hashimoto Nao Suzuki |
| Scratch                | Elisa Balsamo                                                              | Justyna Kaczkowska                                                       | Nicola MacDonald                                           |
| Course aux points      | Daria Pikulik                                                              | Yumi Kajihara                                                            | Kristina Selina                                            |
| Omnium                 | Danielle McKinirrey                                                        | Daria Pikulik                                                            | Martina Alzini                                             |

## Tableau des médailles
| Rang  | Nation           | Or | Argent | Bronze | Total |
| ----- | ---------------- | -- | ------ | ------ | ----- |
| 1     | Allemagne        | 5  | 1      | 3      | 9     |
| 2     | Australie        | 4  | 5      | 3      | 12    |
| 3     | Nouvelle-Zélande | 3  | 1      | 2      | 6     |
| 4     | Pologne          | 2  | 3      | 1      | 6     |
| 5     | Russie           | 1  | 2      | 4      | 7     |
| 6     | Tchéquie         | 1  | 2      | 1      | 4     |
| 7     | Japon            | 1  | 1      | 1      | 3     |
| 8     | Italie           | 1  | 0      | 3      | 4     |
| 9     | Arménie          | 0  | 1      | 0      | 1     |
| 9     | France           | 0  | 1      | 0      | 1     |
| 9     | Suisse           | 0  | 1      | 0      | 1     |
| 9     | Thaïlande        | 0  | 1      | 0      | 1     |
| 13    | Belgique         | 0  | 0      | 1      | 1     |
| Total | Total            | 18 | 19     | 19     | 56    |